# Lahaina
Lahaina (graphie hawaïenne : Lāhainā) est une ville située sur l'île de Maui dans le comté de Maui, dans l’État d'Hawaï, aux États-Unis. Elle n'est pas constituée en municipalité mais forme une localité de recensement.
Son nom signifie « soleil cruel » en hawaïen, en raison des sécheresses fréquentes.

## Histoire

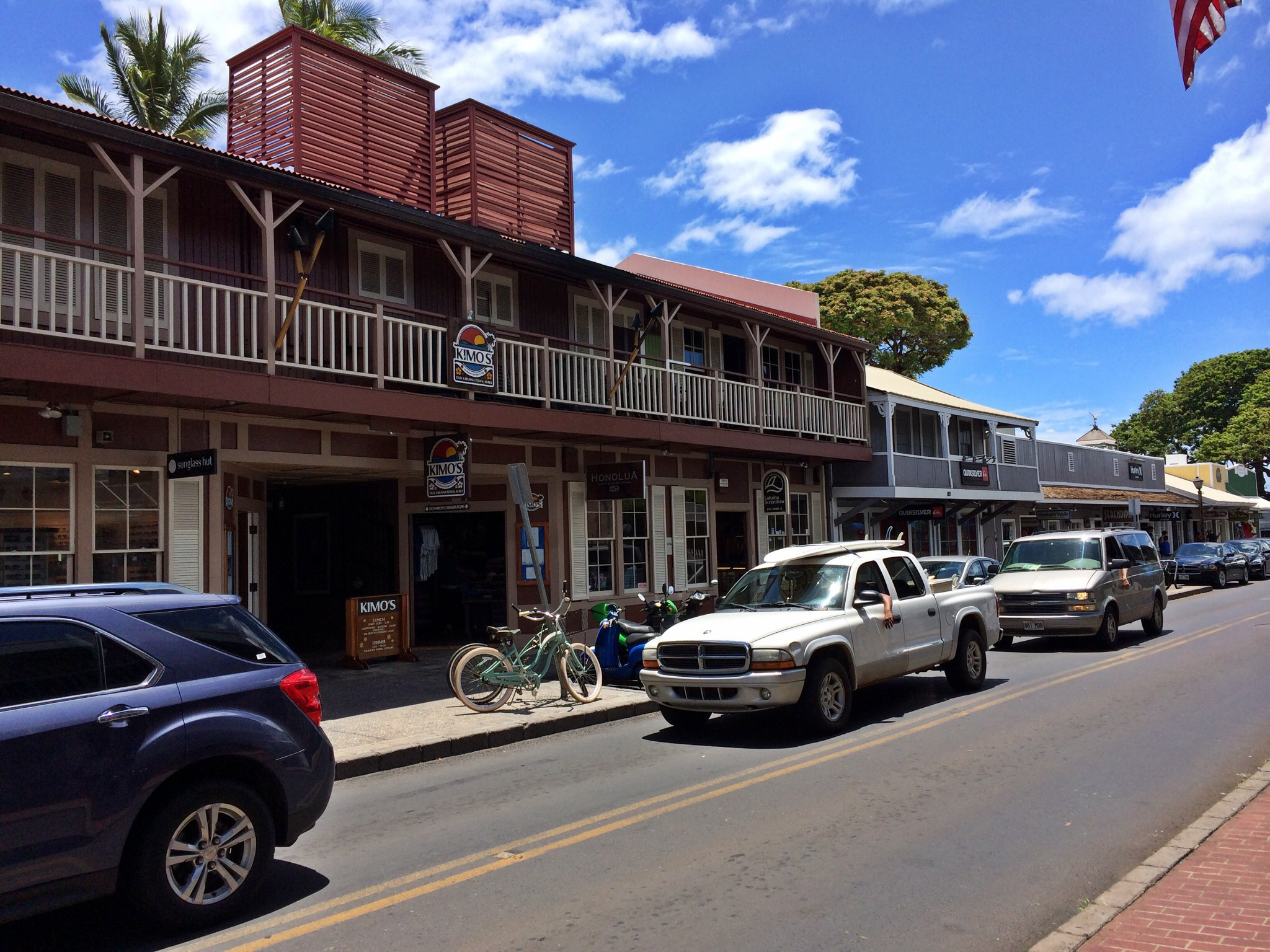
Lahaina

De 1820 à 1845, la ville est la capitale du royaume d'Hawaï, avant que ce rôle n’incombe définitivement à Honolulu, sur décision du roi Kamehameha III.
Du 8 au 10 août 2023, la ville est ravagée par un énorme incendie qui cause la mort d'au moins 99 personnes et la destruction totale ou partielle de plus de 2 200 bâtiments,. Des lieux notables de Lahaina, seuls le phare et le banian (en) sont restés debout. Selon le gouverneur d'Hawaï, Josh Green, la ville est détruite « à près de 80 % » et sa reconstruction prendra « de nombreuses années ».  

## Démographie
| 2000  | 2010   | 2020   | - | - | - |
| ----- | ------ | ------ | - | - | - |
| 9 076 | 11 704 | 12 702 | - | - | - |

## Culture et patrimoine
Le phare est construit en 1840 et remplacé par l'édifice actuel en 1917.
L'église de Waiola est l'église de la ville.

## Source
- (en) Cet article est partiellement ou en totalité issu de l’article de Wikipédia en anglais intitulé « Lahaina, Hawaii » (voir la liste des auteurs).